# Omenana
Omenana è una rivista di trimestrale di letteratura dell'immaginario distribuita online che pubblica storie di scrittori africani o provenienti dalla diaspora africana.

## Storia
La rivista è stata fondata nel 2014 a Lagos dallo scrittore e giornalista Mazi Nwonwu (pseudonimo di Chiagozie Fred Nwonwu) e da Chinelo Onwualu, quest'ultima scrittrice e anche co-direttrice della rivista queer Anathema.
Inizialmente pensata per pubblicare prevalentemente racconti di fantascienza di autori nigeriani, la rivista si è ben presto aperta ai racconti di narrativa speculativa di autori provenienti da tutta l'Africa e dalla diaspora africana.
I racconti pubblicati sulla rivista, che prende il nome Omenana dal concetto religioso delle tradizioni Igbo, spaziano tra i generi fantasy, fantascienza, orrore e realismo magico.

## Omenana. Racconti fantastici dal continente africano
Nel 2021 è stata pubblicata una raccolta di racconti scelti tra quelli apparsi sulla rivista, intitolata Omenana to Infinity. Speculative Fiction Antology.

### Racconti
L'edizione italiana, pubblicata nel 2023, contiene, oltre all'introduzione del fondatore della rivista, Mazi Nwonwu, anche una prefazione di Djarah Kan. L'opera raccoglie sedici racconti che spaziano dalla mitologia all'afrofuturismo, dal fantasy alla fantascienza, fino al realismo magico:
1. Breve storia della migrazione in cinque frammenti di te (A Short History of Migration in Five Fragments of You) di Wole Talabi
2. L'appuntamento delle quattro e un quarto (The 4:15 Appointment) di Rafeeat Aliyu
3. Trama matrimoniale (The Marriage Plot) di Tendai Huchu
4. L'azienda (The Company) di Sanya Noel
5. Tortini e nuovi inizi (Of Tarts and New Beginnins) di Suyi Davies Okungbova
6. E se cado? (What if I Fall) di Anne Dafeta
7. Dall'altra parte del mare (On The Other Side of The Sea) di Nerine Dorman
8. La terza fila di punti (he Third Set of Stitches) di Ray Mwihaki
9. Memento mori di Tiah Marie Beautement
10. Mangiapeccati (Sin Eater) di Chikodili Emelumadu
11. Underworld 101 di Mame Bougouma Diene
12. L'incontro (The Encounter) di Nnamdi Anyandu
13. Guardami adesso (Look at Me Now) di Sarah Norman
14. Dattilografo (Type Writer) di Rèlme Divinǵu
15. Il guardiano di mio fratello (My Brother's Keeper) di Mico Pisanti
16. Un briciolo di coraggio (Tiny Bravery) di Ada Nnadi

### Edizioni
- AA.VV., Omenana to Infinity. Speculative Fiction Antology, e-book, Seven Hills Media, 2021.
- AA.VV., Omenana. Racconti fantastici dal continente africano, traduzione di Giulia Lenti, Roma, Nero, 2023, ISBN 978-88-8056-172-9.